# China Railway High-speed
La China Railway High-speed, abbreviata CRH (Hexie Hao (Cinese semplificato: 和谐号; Cinese tradizionale: 和諧號) in italiano: Ferrovia ad alta velocità della Cina), è la denominazione dell'alta velocità ferroviaria in Cina della società China Railway (中国铁路).

## Treni ad alta velocità

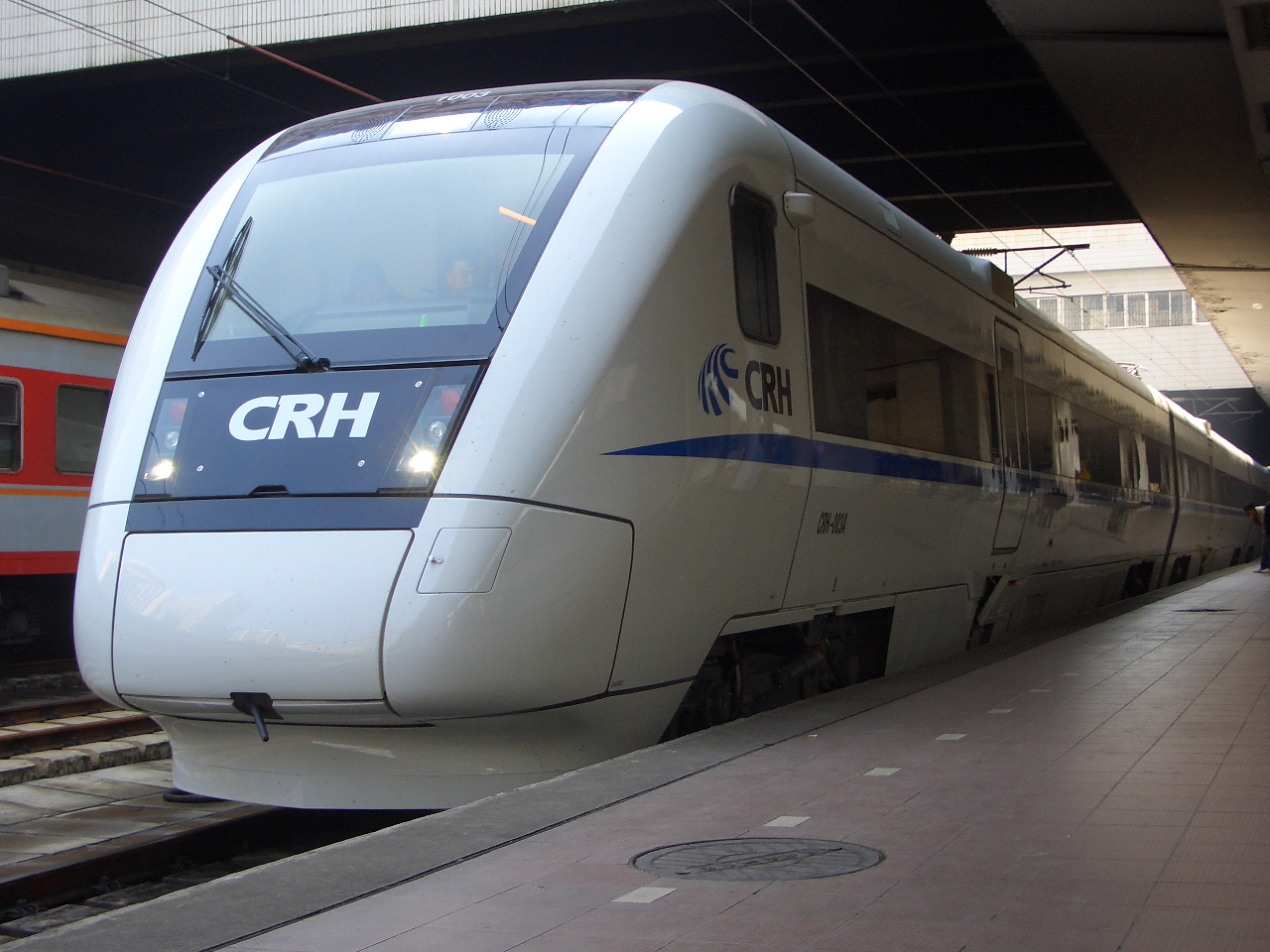
CRH1
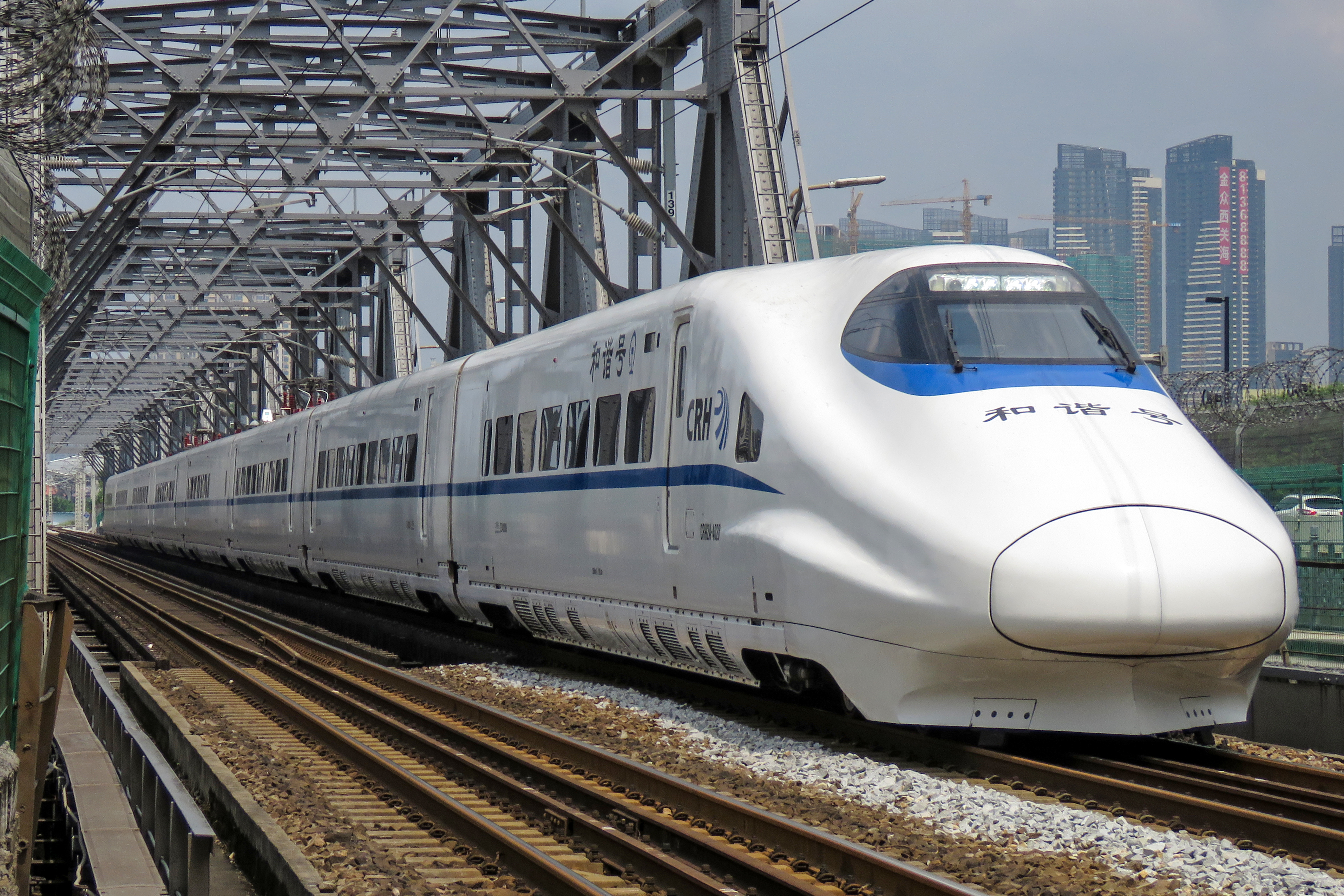
CRH2
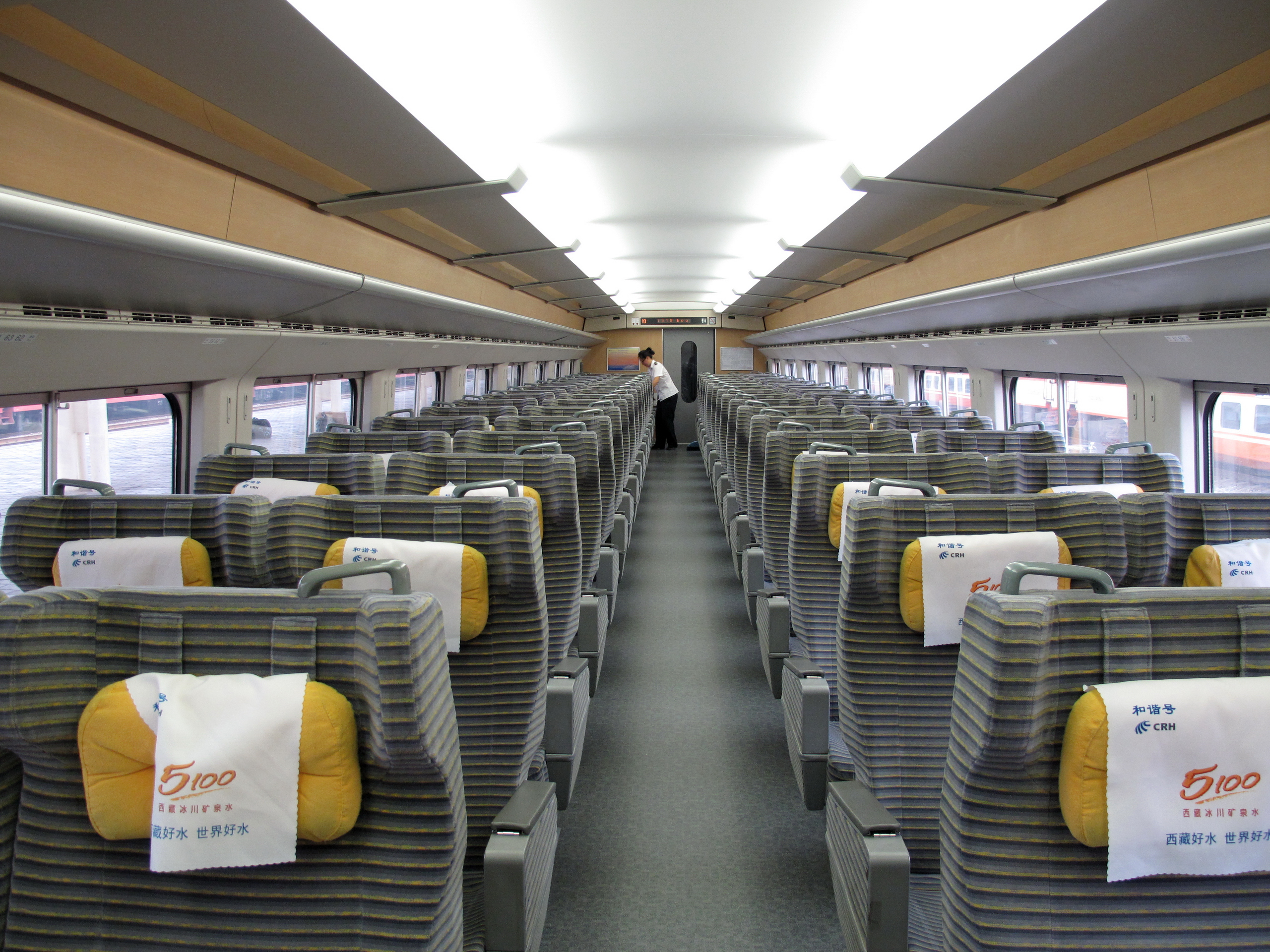
CRH2 Prima classe
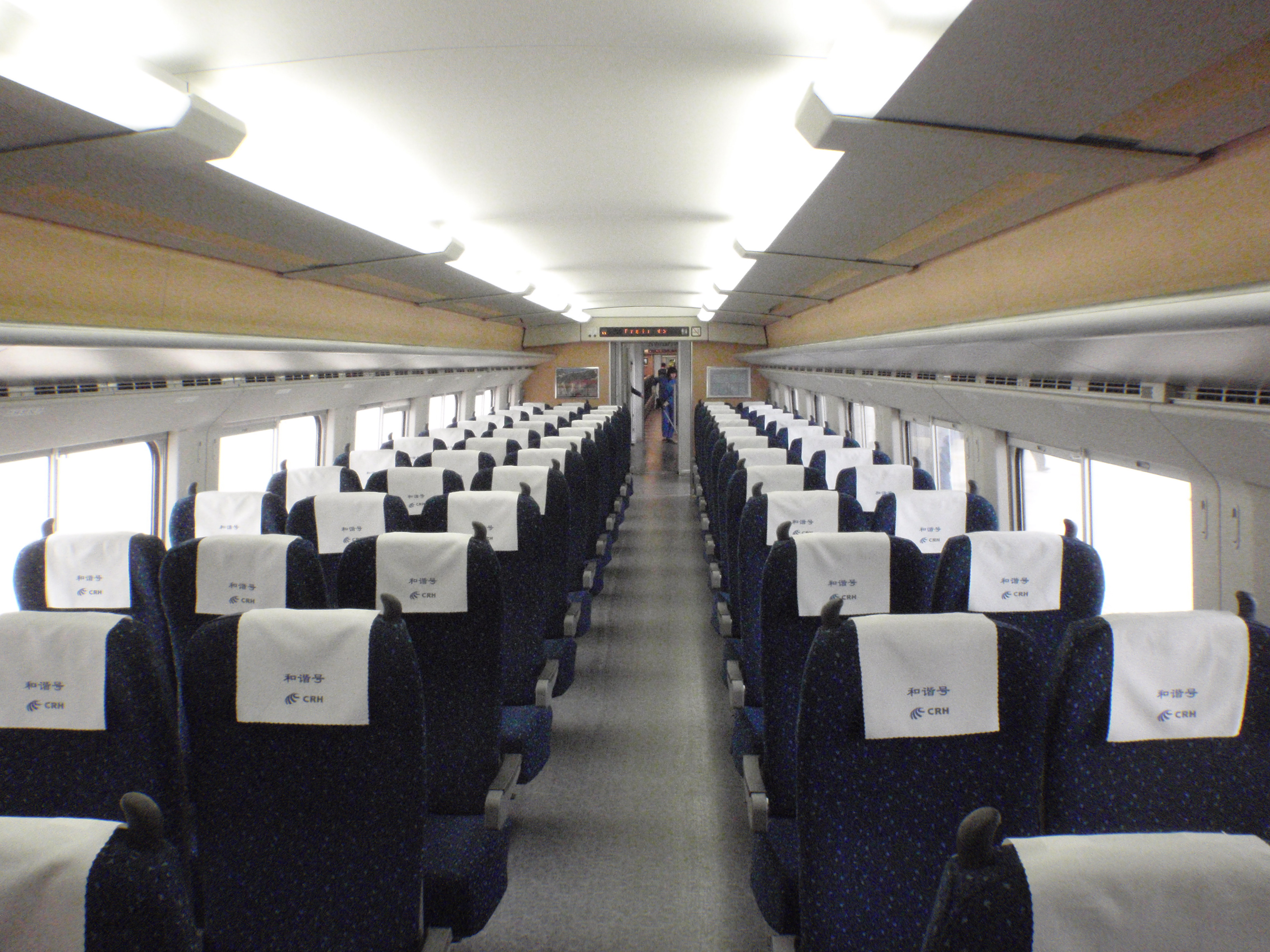
CRH2 Seconda classe
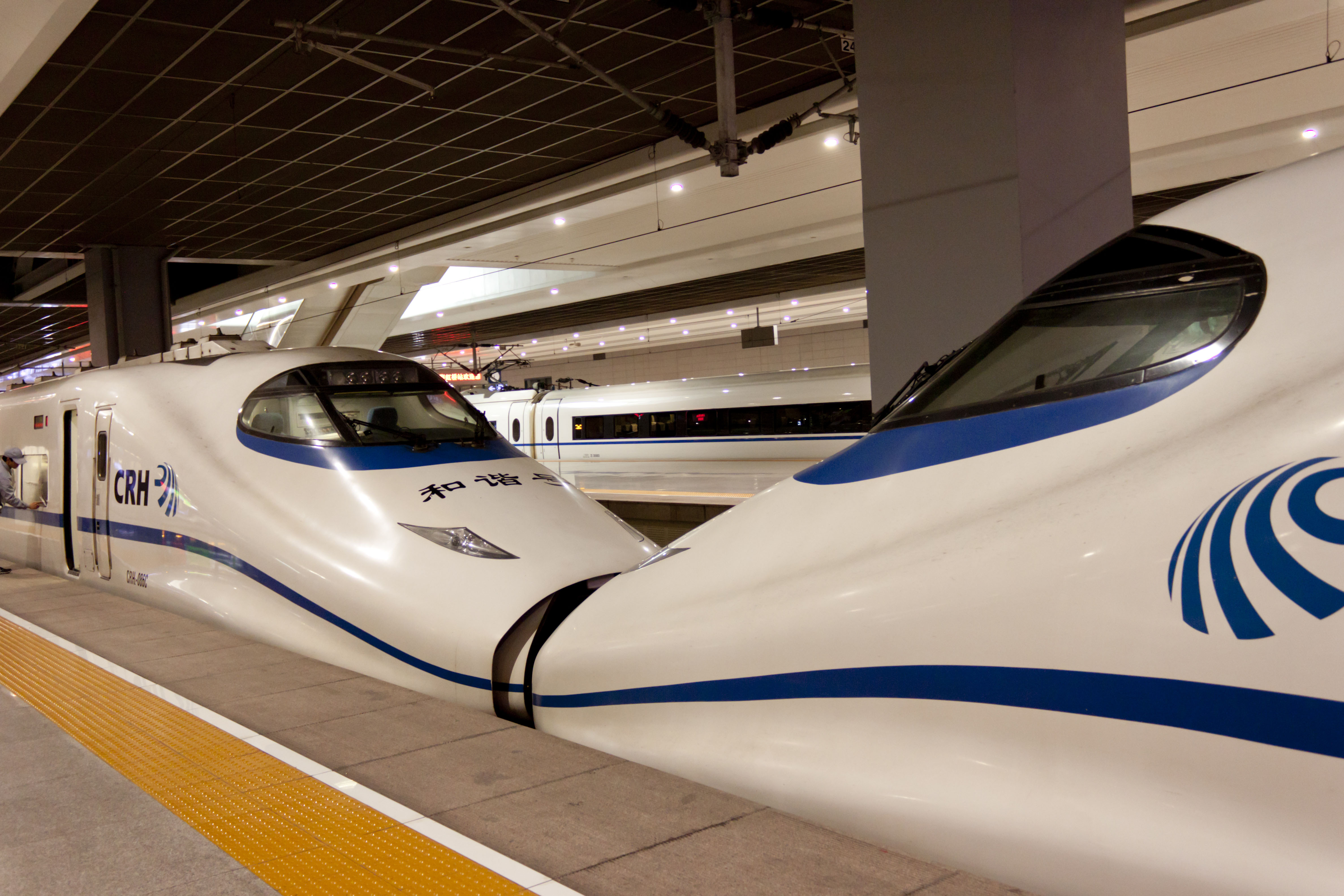
locomotive CRH2C alla stazione Hongqiao di  Shanghai
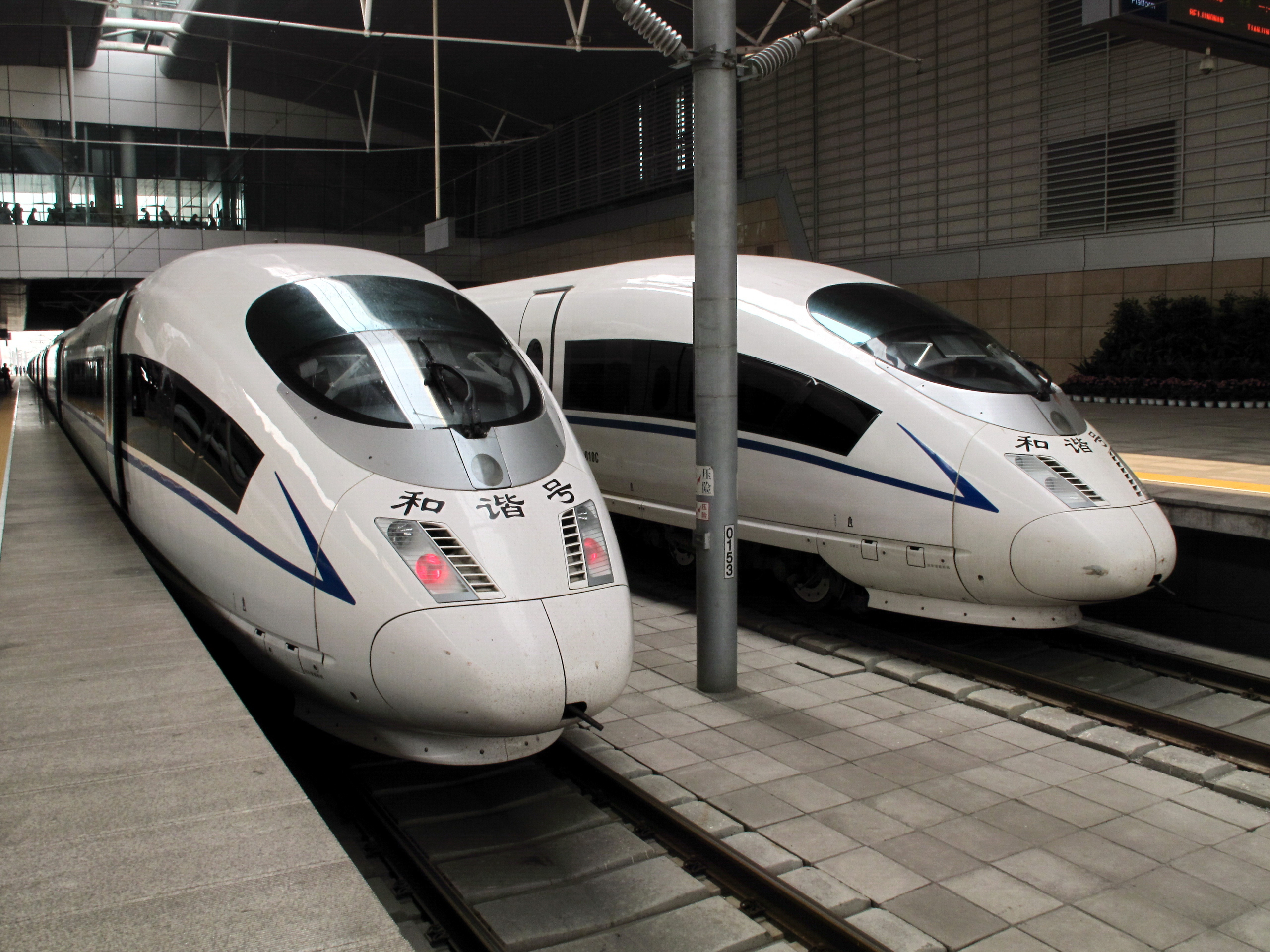
CRH3
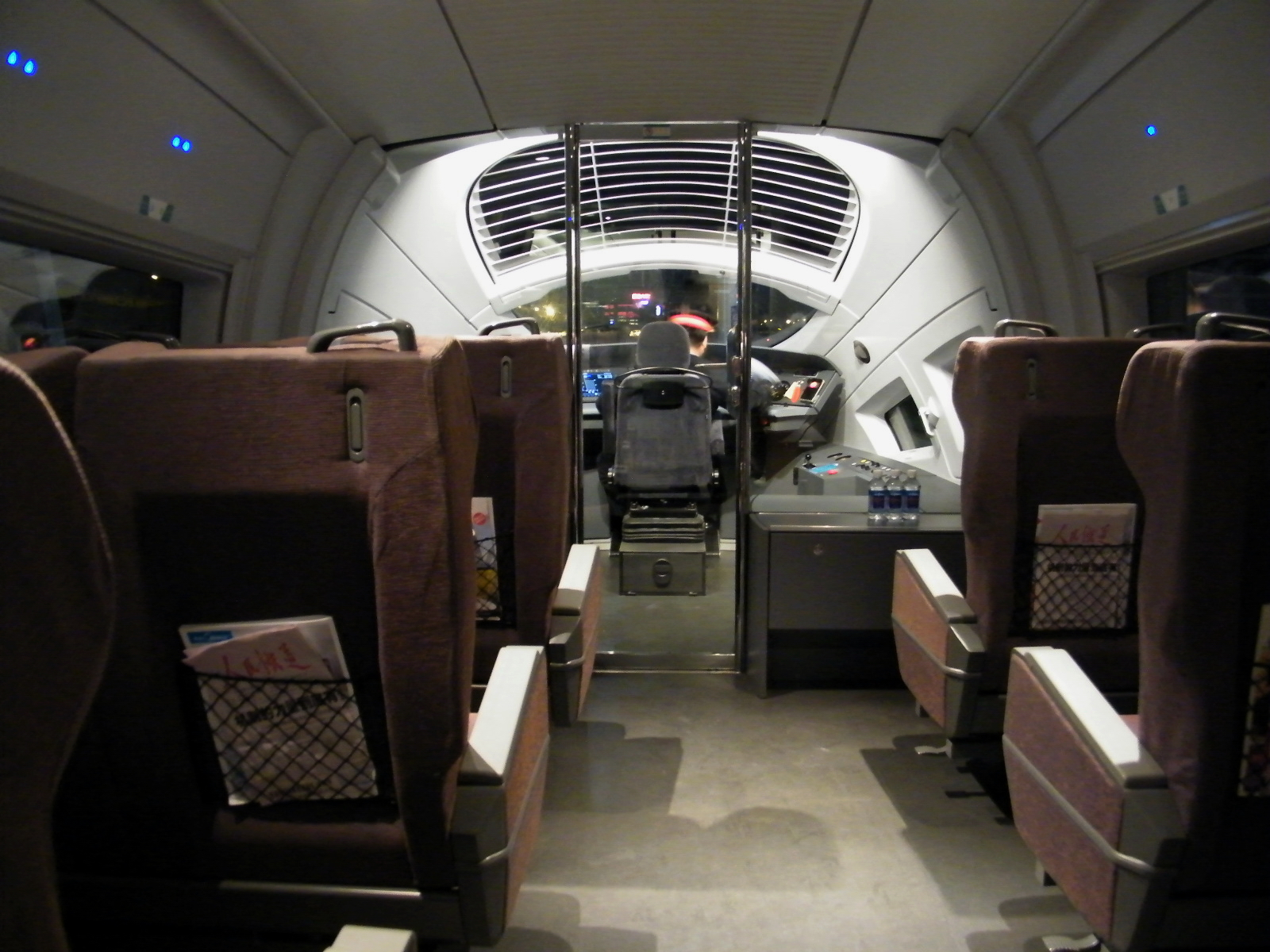
Interni di prima classe del treno Beijing-Tianjin Intercity CRH3
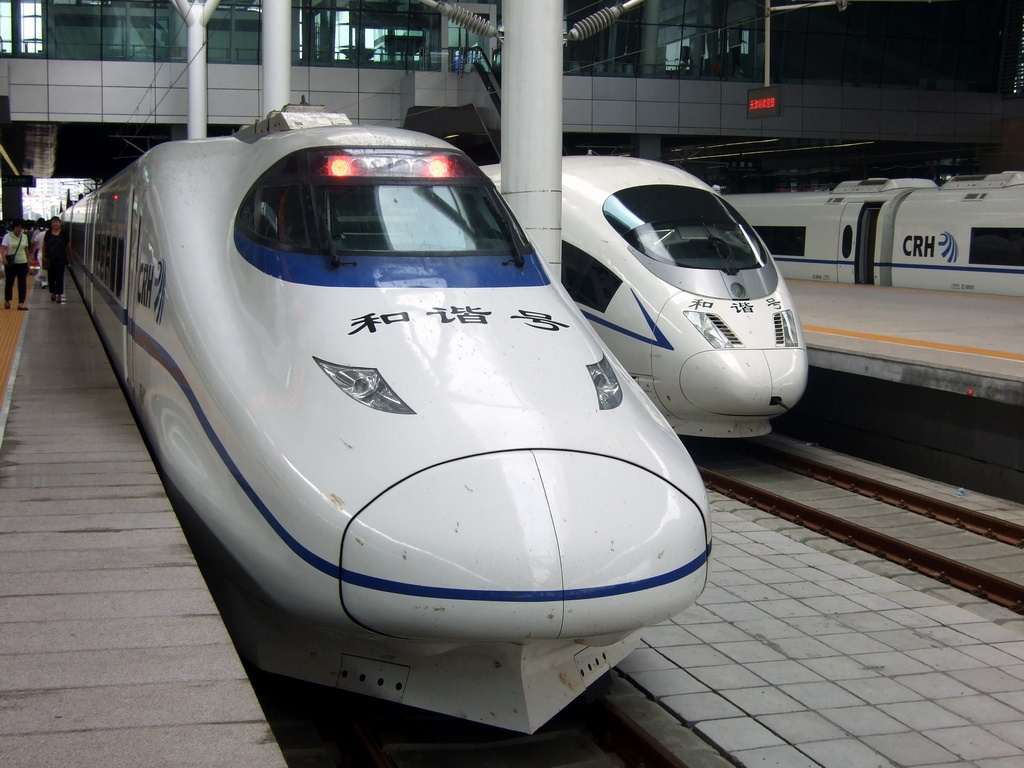
CRH2C e CRH3C alla stazione ferroviaria di Tianjin
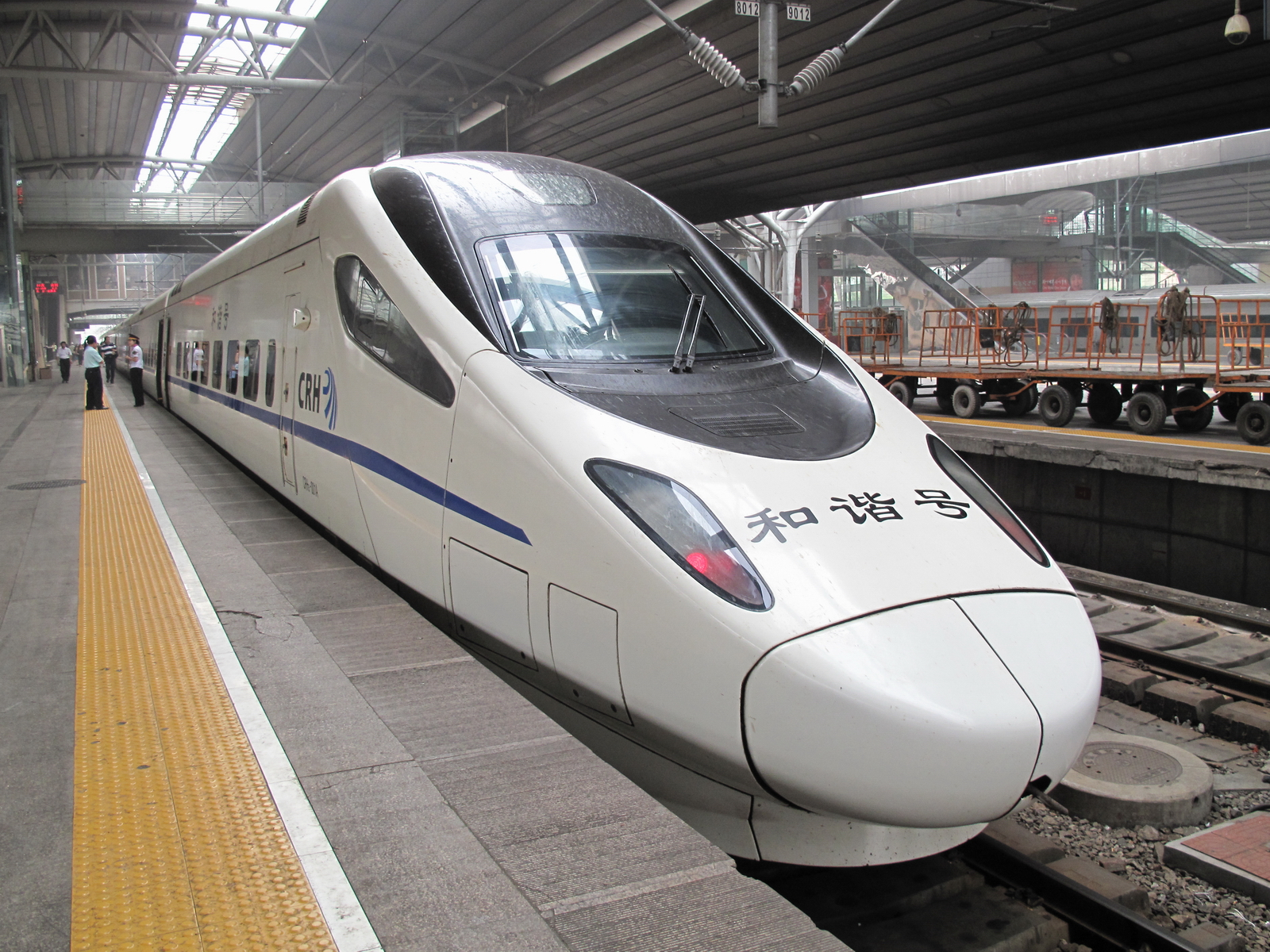
CRH5
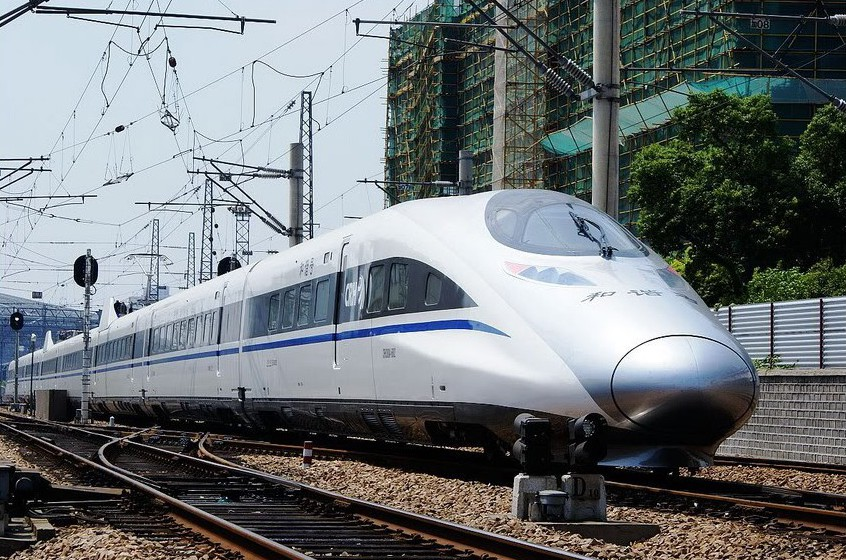
CRH380A
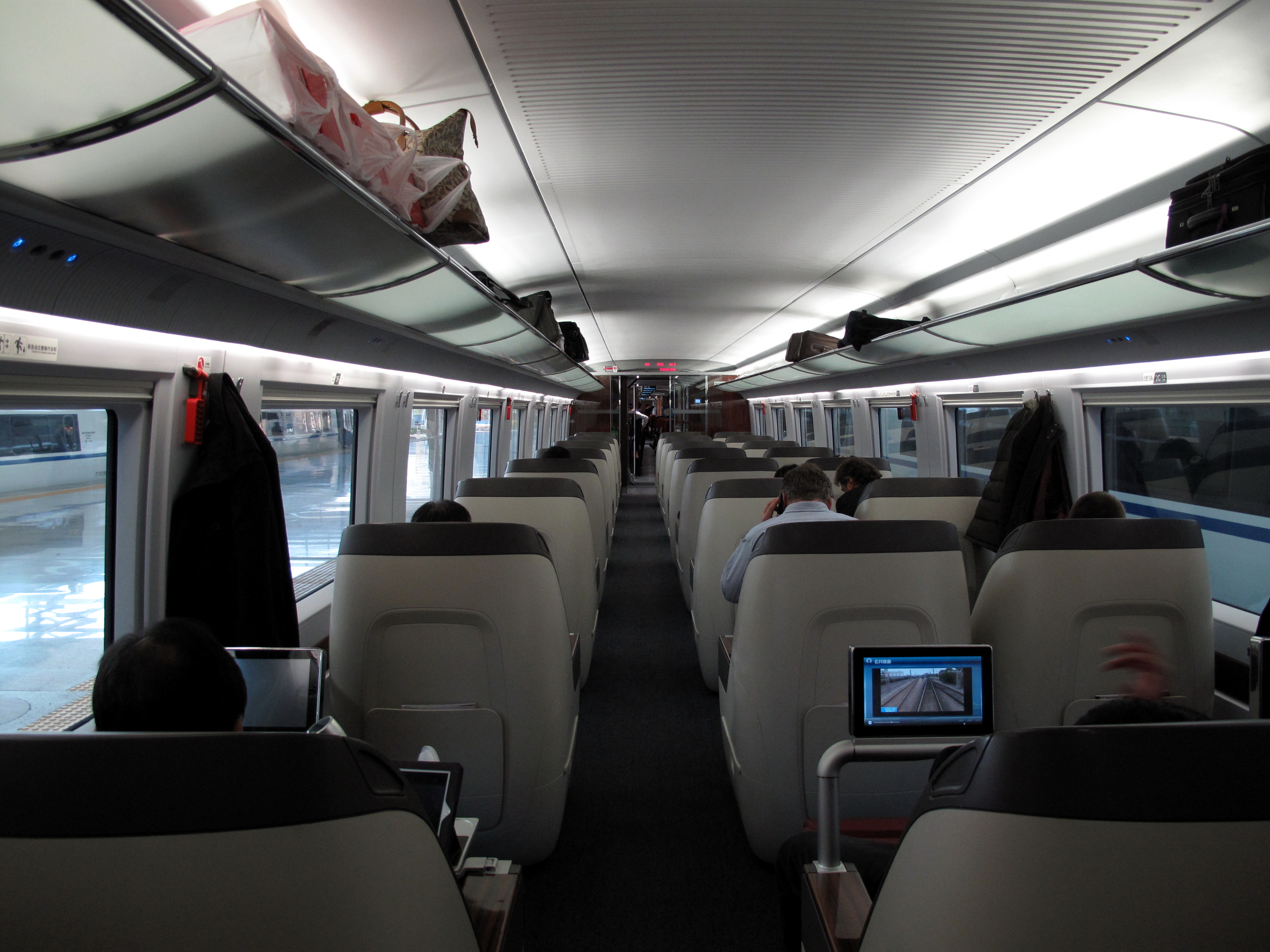
Classe "business" della CRH380BL